# 手回り品切符

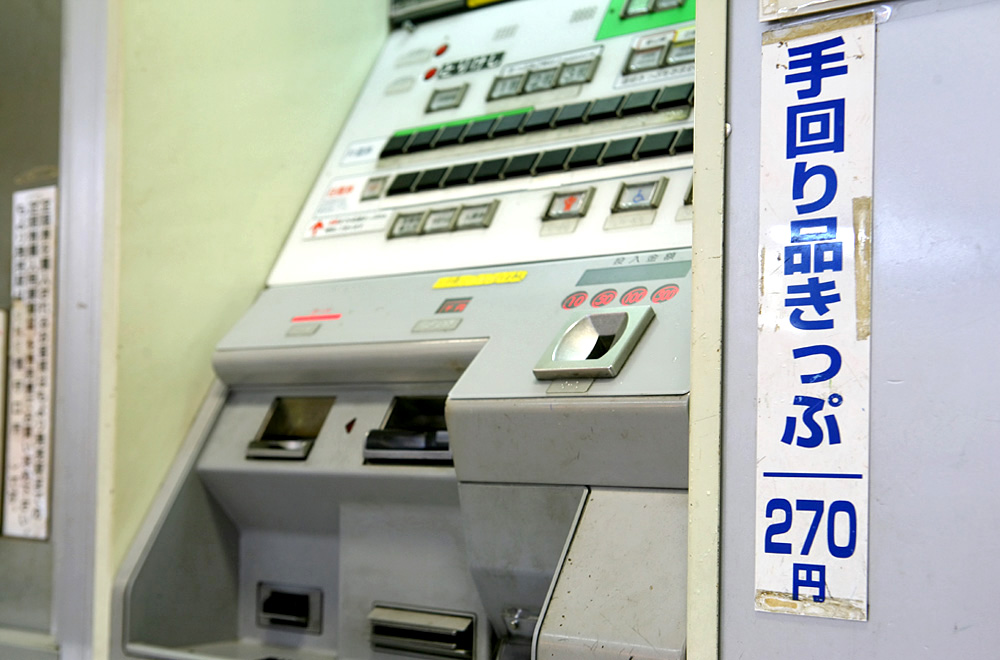
手回り品きっぷの表示
京阪電気鉄道・千林駅

手回り品切符（てまわりひんきっぷ）とは、日本の鉄道事業者などで採用されている切符の一種で、旅客みずからが車船（客席・客室）内に手回り品を持ち込む時に必要な切符である。普通手回り切符や定期手回り切符などがある。
日本国有鉄道（旧国鉄）においては、旅客運送に付随する物品運送である手回り品等を適切にコントロールするため有料の切符として導入された。

## JRの手回り品について

### 手回り品切符が必要な手回り品（有料手回り品）
- 小型犬・猫・ハト又はこれらに類する小動物（＝ペット）の入った容器[2]（猛獣及びヘビの類を除く[2]。補助犬・盲導犬は「任務中」の表示があれば無料手回り品）。

自転車を解体して専用の袋に収納した場合や、折りたたみ式自転車で折りたたんで専用の袋に収納した場合は、無料手回り品となる。
従来、競輪用自転車（トラックレーサー）の入った袋（輪行袋）は有料手回り品であったが、2011年（平成23年）10月1日の旅客営業規則改正により無料手回り品となった。
車椅子のうち、長さ・高さが120センチメートル以内、幅70センチメートル以内のものは無料手回り品。それ以外は鉄道会社ごとに対処が分かれる。
なお、宇高連絡船のホーバー便は有料手回り品の持ち込みが禁じられていた。

### 持ち込みが原則禁じられているもの
手回り品は原則として、縦・横・高さの合計で250センチメートル、長さ2メートル、重さ30キログラム以内のものを最大2つまで持ち込むことができるが、次のものは原則として持ち込みが禁止されている。
1. 「危険品」[5]、またはほかの旅客に危害を及ぼす可能性があるもの。
  - 2016年（平成28年）3月30日までは「ガソリン・灯油・軽油・酒類・化粧品類・医薬品・ライター、ヘアスプレー、カセットボンベなどは容器を含め重量 3キログラムまで、ペンキは同様に10キログラムまで持ち込み可能、LPガスは容量に関係なく、無許可持ち込み禁止」だったが、2015年に東海道新幹線で発生したテロ事件（東海道新幹線火災事件）を受け、同3月31日以後は「これらの容量が2リットル以内、または重量2キログラムまで」に制限された。ただし石油類、LPガスは車内での放火を抑制する目的で、特別な許可がない場合、容量に関係なく持ち込みは禁止されている[6]。
2. 暖炉・コンロ（ただし乗車中に使用する恐れがないと認められるものとカイロは除く）
3. 人間の死体
4. 動物（ただし少数の小鳥・小虫類・初生ひな及び魚介類で容器に入れたもの、並びに介助犬=盲導犬・聴導犬など、第309条第1項により持ち込みの許可を得た動物は除く）
5. 不潔、ないしは臭気により他の旅客に迷惑の及ぶ恐れがあるもの
6. 車内を破損する恐れのあるもの（刃物（銃刀法違反）やバール（ピッキング防止法第4条に違反する特殊開錠用具）など）

### 効力・値段
旅客の1回の乗車船ごと（改札から改札まで）に、1個について290円。途中下車の取扱はないので改札ごとに手回り料金が必要となる。手回り品切符を発売していない駅から乗車する際は、車内または降りる駅で290円を支払う。使用後は、手回り品切符を降りる駅の駅係員、または列車の乗務員に手渡して回収してもらう。

### 鉄道会社の責任
小犬・猫・ハト又はこれらに類する小動物の入った容器一つにつき2,000円以内の賠償責任。

## JR以外の鉄道事業者の手回り品について
各事業者の運送約款（旅客営業規則など）により定められている。JRと同様、有料手回り品の制度を有する事業者がある一方、ない事業者もある。また、東急電鉄においては、2000年3月1日から手回り品料金を無料化した。